# Euphaedra dargei
Euphaedra dargei är en fjärilsart som beskrevs av Jacques Hecq 1975. Euphaedra dargei ingår i släktet Euphaedra och familjen praktfjärilar. Inga underarter finns listade i Catalogue of Life.